# Aéroport d'Anvers
Pour les articles homonymes, voir ANR.
L'aéroport international d'Anvers-Deurne (code IATA : ANR • code OACI : EBAW) est un aéroport situé à environ deux kilomètres du centre d'Anvers, en Belgique. Egis est le concessionnaire de l'aéroport pour 25 ans depuis 2013. En 2015, l'aéroport a enregistré 221 153 passages, le meilleur résultat depuis plus de dix ans.

## Situation géographique
| \| 50 km1:2 420 000 \| Amougies Arlon Cerfontaine Haren Latour Namur Saint-Hubert Spa · La Sauvenière Verviers Anvers Ostende · Bruges Bruxelles Charleroi · Bruxelles-Sud Courtrai Liège Beauvechain Bertrix Brustem Chièvres Coxyde Florennes Kleine-Brogel Melsbroek Moorsele Schaffen Weelde Zutendaal Gossoncourt Grimbergen Aéroport Aérodrome civil Aérodrome militaire |
| 50 km1:2 420 000 |

L'aéroport d'Anvers est situé à cheval sur trois communes : la ville d'Anvers (et plus précisément le District de Deurne), la ville de Mortsel et la commune de Borsbeek. Implanté au cœur de l'agglomération anversoise, c'est essentiellement un aéroport urbain.
Localisé entre les aéroports de Bruxelles-National et d'Amsterdam-Schiphol, il est aussi concurrencé par de plus petits aéroports, comme ceux d'Ostende-Bruges, Eindhoven, Rotterdam et Lille.

## Histoire
À la suite des attentats du 22 mars 2016 dans la capitale belge et la fermeture de l'aéroport de Bruxelles-National pendant douze jours, l'aéroport d'Anvers faisait partie des aéroports utilisés pour assurer des vols à partir d'une plateforme alternative, notamment par la compagnie Brussels Airlines, qui y avait basé une dizaine de lignes.

### Terminal

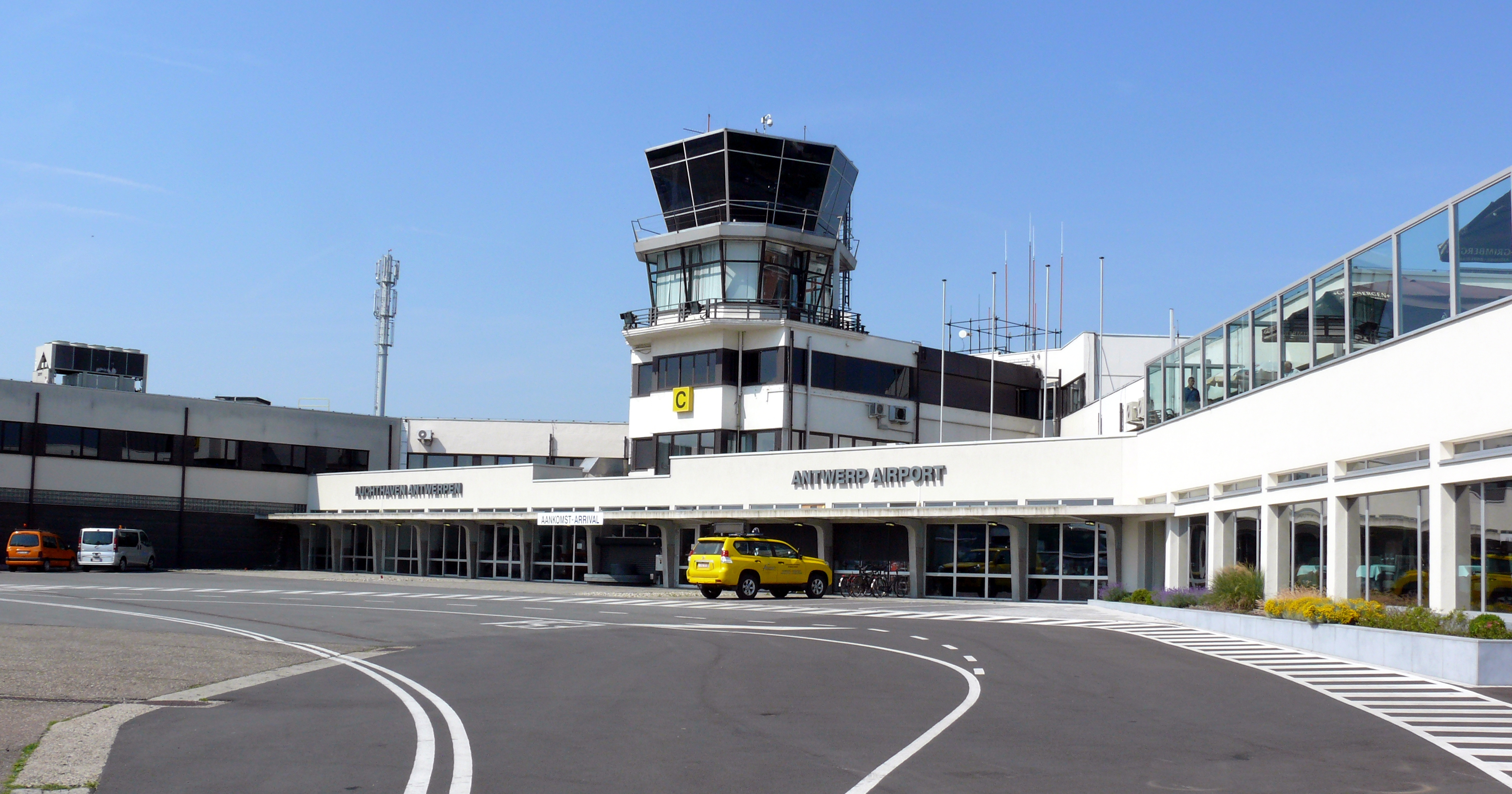
Le terminal des arrivées.

## Infrastructures

### Piste
L'aéroport dispose d'une piste principale en asphalte. Elle est orientée 11/29, en direction du centre-ville, et sa longueur est de 1 510 mètres seulement.
Une seconde piste, en gazon, est située au nord de la première piste, dont elle est la parallèle. Elle ne mesure quant à elle que 600 mètres.

## Compagnies aériennes et destinations
| Compagnies        | Destinations |
| ----------------- | --- |
| ASL Fly Executive | En saison : Ibiza, Innsbruck-Kranebitten                                                                                                |
| Luxair            | Londres-City |
| SkyAlps           | En saison : Bolzano |
| TUI fly Belgium   | Alicante-Elche, Malaga-Costa del Sol, Nador, Région de Murcie, Tanger En saison: Ibiza, Innsbruck-Kranebitten, Palma de Majorque, Split |

Actualisé le 25/12/2022

## Autres activités présentes sur le site
- Ben Air Flight Academy : école de pilotage et formation de pilotes de ligne.

## Statistiques

### Mouvements d'aéronefs
Nombre de mouvements par année,
| Année | Mouvements | Évolution |
| ----- | ---------- | --------- |
| 2000  | —          | —         |
| 2001  | —          | —         |
| 2002  | —          | —         |
| 2003  | —          | —         |
| 2004  | 58 132     | —         |
| 2005  | 54 871     | 5,61 %    |
| 2006  | 55 023     | 0,28 %    |
| 2007  | 51 589     | 6,24 %    |
| 2008  | 56 072     | 8,69 %    |
| 2009  | 60 266     | 7,48 %    |

| Année | Mouvements | Évolution |
| ----- | ---------- | --------- |
| 2010  | 51 703     | 14,21 %   |
| 2011  | 52 701     | 1,93 %    |
| 2012  | 46 962     | 10,89 %   |
| 2013  | 43 390     | 16,71 %   |
| 2014  | 43 732     | 0,79 %    |
| 2015  | 45 301     | 3,59 %    |
| 2016  | 41 403     | 8,60 %    |
| 2017  | 37 511     | 9,40 %    |
| 2018  | 39 495     | 5,29 %    |
| 2019  | 36 366     | 7,67 %    |

| Année | Mouvements | Évolution |
| ----- | ---------- | --------- |
| 2020  | 25 725     | 29,26 %   |
| 2021  | 42 182     | 63,97 %   |
| 2022  | 41 764     | 0,99 %    |
| 2023  | 37 415     | 10,41 %   |
| 2024  | 32 979     | 11,86 %   |
| 2025  | —          | —         |
| 2026  | —          | —         |
| 2027  | —          | —         |
| 2028  | —          | —         |
| 2029  | —          | —         |

### Activité passagers
Trafic passagers par année,,,
| Année | Passagers | Évolution |
| ----- | --------- | --------- |
| 2000  | —         | —         |
| 2001  | —         | —         |
| 2002  | —         | —         |
| 2003  | —         | —         |
| 2004  | 152 682   | —         |
| 2005  | 142 737   | 6,51 %    |
| 2006  | 147 849   | 3,58 %    |
| 2007  | 174 858   | 18,92 %   |
| 2008  | 176 971   | 1,48 %    |
| 2009  | 169 446   | 5,27 %    |

| Année | Passagers | Évolution |
| ----- | --------- | --------- |
| 2010  | 162 840   | 4,63 %    |
| 2011  | 166 078   | 2,27 %    |
| 2012  | 140 139   | 18,17 %   |
| 2013  | 137 015   | 2,19 %    |
| 2014  | 121 357   | 11,43 %   |
| 2015  | 221 153   | 82,23 %   |
| 2016  | 276 311   | 24,94 %   |
| 2017  | 273 130   | 1,15 %    |
| 2018  | 298 403   | 9,25 %    |
| 2019  | 306 330   | 2,66 %    |

| Année | Passagers | Évolution |
| ----- | --------- | --------- |
| 2020  | 87 078    | 71,57 %   |
| 2021  | 141 955   | 63,02 %   |
| 2022  | 239 517   | 68,73 %   |
| 2023  | 259 764   | 8,45 %    |
| 2024  | 208 845   | 19,60 %   |
| 2025  | —         | —         |
| 2026  | —         | —         |
| 2027  | —         | —         |
| 2028  | —         | —         |
| 2029  | —         | —         |

### Activité cargo
Tonnages de fret par année,
| Année | Fret  | Évolution |
| ----- | ----- | --------- |
| 2000  | —     | —         |
| 2001  | —     | —         |
| 2002  | —     | —         |
| 2003  | —     | —         |
| 2004  | 4 281 | —         |
| 2005  | 4 664 | 8,95 %    |
| 2006  | 6 825 | 46,33 %   |
| 2007  | 5 312 | 22,17 %   |
| 2008  | 5 562 | 4,71 %    |
| 2009  | 4 592 | 17,44 %   |

| Année | Fret     | Évolution |
| ----- | -------- | --------- |
| 2010  | 4 213    | 8,25 %    |
| 2011  | 4 232    | 0,45 %    |
| 2012  | 4 286    | 1,28 %    |
| 2013  | 3 570    | 16,71 %   |
| 2014  | 3 388    | 5,10 %    |
| 2015  | 3 432    | 1,30 %    |
| 2016  | 2 181    | 36,45 %   |
| 2017  | 2 200    | 0,87 %    |
| 2018  | 2 454    | 11,55 %   |
| 2019  | 2 609,90 | 6,35 %    |

| Année | Fret     | Évolution |
| ----- | -------- | --------- |
| 2020  | 613,18   | 76,51 %   |
| 2021  | 1 141,80 | 86,21 %   |
| 2022  | 2 003,90 | 75,50 %   |
| 2023  | 2 243,70 | 11,97 %   |
| 2024  | 1 819,00 | 18,93 %   |
| 2025  | —        | —         |
| 2026  | —        | —         |
| 2027  | —        | —         |
| 2028  | —        | —         |
| 2029  | —        | —         |

## Accès terrestre

### Par la route
L'aéroport international d'Anvers-Deurne est situé à 2 kilomètres environ du centre ville d'Anvers. Il est à proximité du Ring d'Anvers (R1), carrefour autoroutier majeur en Belgique et en Europe (E19/A1 vers Bruxelles et Paris, E313/A13 vers Liège, E34/A21 vers Eindhoven et Dortmund, E19/A1 vers Rotterdam et Amsterdam, E17/A14 vers Gand et Lille, E34/A11 vers Bruges et Ostende).

### Transport en commun
L'aéroport d'Anvers est desservi par les lignes d'autobus 51, 52 et 53 du réseau De Lijn Anvers ; elles permettent notamment une liaison depuis et vers la gare d'Anvers-Berchem (trajet d'environ 10 minutes).

## Accidents et incidents
- Le 2 juin 1990 : Un Piper Aerostar et un Embraer EMB 120 de la compagnie aérienne belge Delta Air Transport se percutent en plein vol près de l'aéroport faisant 4 morts[8]. L'accident se produisit lors d'une manœuvre de passage à basse altitude au dessus de la piste 29, dans le cadre du tournage d'un film promotionnel.

## Notoriété
L'aéroport a servi de lieu de tournage pour les scènes du film français Eyjafjallajökull censées se dérouler, dans le film, sur un aéroport slovène. L'aéroport et le terminal étant parfaitement reconnaissables en plus de certains panneaux indicatifs en néerlandais.